# قطر في الألعاب الأولمبية
قطر في الألعاب الأولمبية تقوم اللجنة الأولمبية القطرية بالإشراف في شؤون مشاركات قطر في الألعاب الأولمبية، أول مشاركة لقطر في الألعاب الأولمبية كانت في دورة 1984 في لوس انجلوس في الولايات المتحدة حيث شاركت ب24 رياضي ،وتمكنت قطر حتى الآن من الفوز ب3 ميداليات برونزية أكثر الألعاب التي تنافس في قطر هي ألعاب القوى و كرة القدم.